# Calamomyia liriodendri
Calamomyia liriodendri är en tvåvingeart som först beskrevs av Ephraim Porter Felt 1907.  Calamomyia liriodendri ingår i släktet Calamomyia och familjen gallmyggor. Inga underarter finns listade i Catalogue of Life.